# Domecko

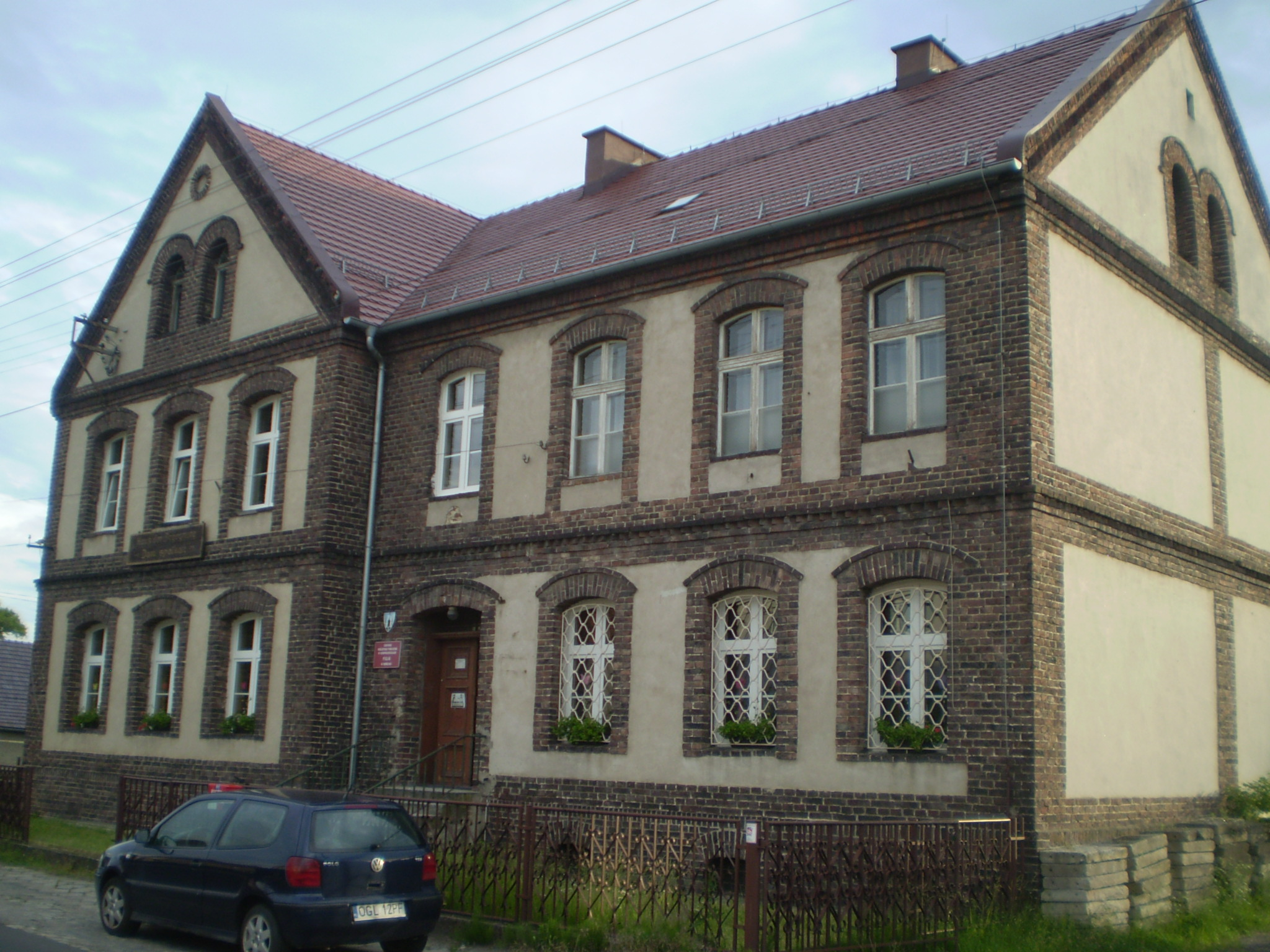
Dom Spotkań w Domecku. Wcześniej był to pierwszy budynek szkoły podstawowej

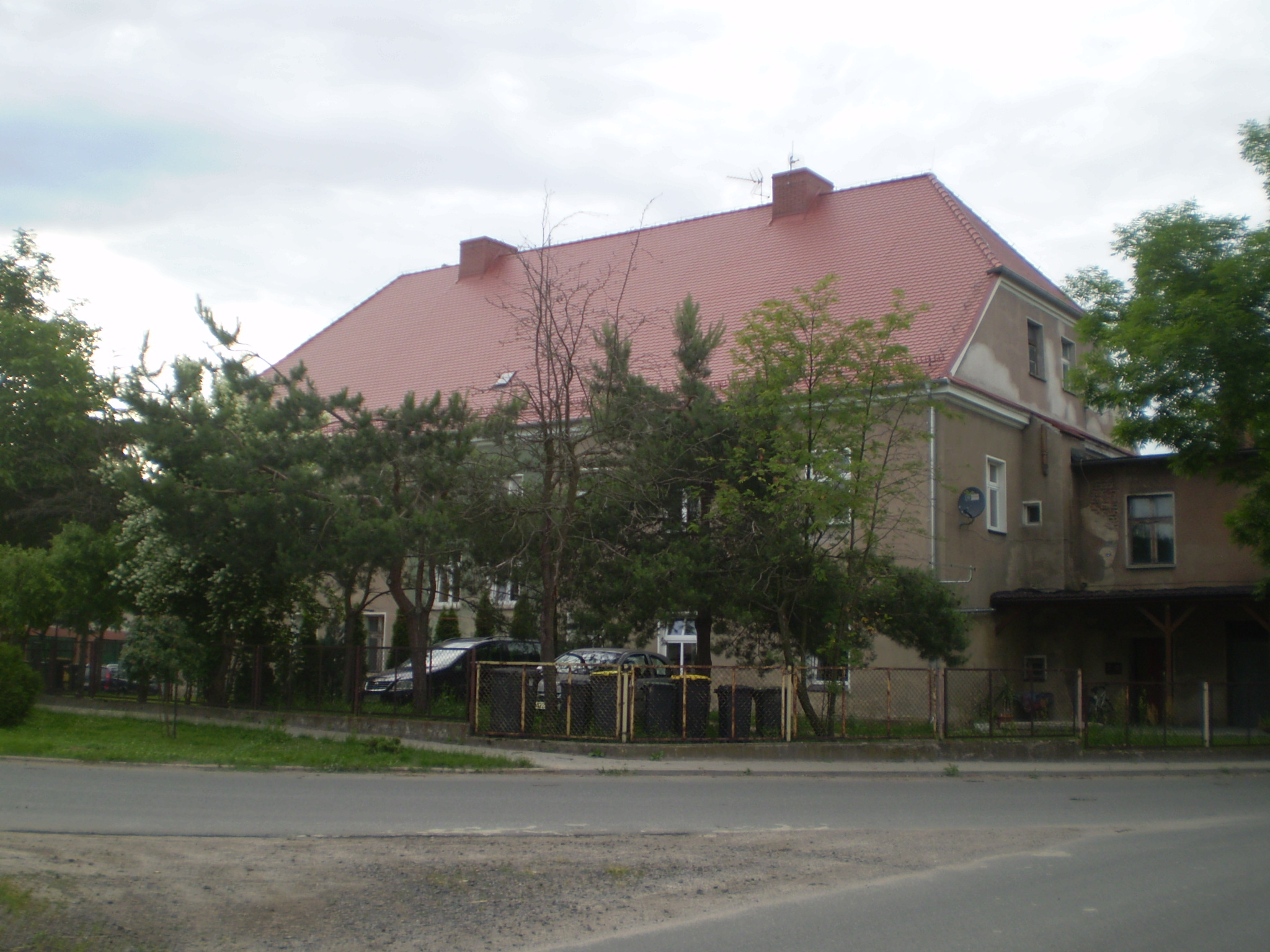
Domecko - dawny dwór

Domecko (dodatkowa nazwa w j. niem. Dometzko) – wieś w Polsce, położona w województwie opolskim, w powiecie opolskim, w gminie Komprachcice.

## Nazwa
Na przestrzeni lat dokumenty odnotowywały następujące nazwy miejscowości: Domeczco (ok. 1300), Domeczko (1466), Dometsko (1466), Dometzky (1532), Dometzko (1564), Dometzke (1736), Dometzko (1742), Dometzgo (1743), Domezko (1784), Domeczko i Domeczek
W roku 1295 (albo 1305 – data jest niepewna) w księdze łacińskiej Liber fundationis episcopatus Vratislaviensis (Księga uposażeń biskupstwa wrocławskiego) miejscowość wymieniona jest w formie Domeczco jako wieś założona na prawie polskim - iure polonico - we fragmencie: Domeczco decima more polonico. W alfabetycznym spisie miejscowości na terenie Śląska wydanym w 1830 roku we Wrocławiu przez Johanna Knie wieś występuje pod polską nazwą Domecko oraz nazwą niemiecką Dometzko. W 1896 r. polską nazwę Domeczko oraz niemiecką nazwę Dometzko wymienia śląski pisarz Konstanty Damrot. Słownik geograficzny Królestwa Polskiego wydany w latach 1880–1906 notuje miejscowość pod polską nazwą Domecko oraz niemiecką Dometzko.
Według niemieckiego językoznawcy Heinricha Adamy’ego nazwa miejscowości należy do grupy nazw patronomicznych i pochodzi od staropolskiego imienia założyciela oraz pierwszego właściciela Domasława. Złożone jest ono z dwóch członów Doma- - "dom"; psł. *domъ - "pomieszczenie, gdzie człowiek żyje ze swoją rodziną" oraz "sław" - "sławić". Imię to oznacza sławiącego swój dom lub przynoszącego swojemu domowi sławę. W swoim dziele o nazwach miejscowości na Śląsku wydanym w 1888 roku we Wrocławiu Adamy wymienia jako najstarszą zanotowaną nazwę miejscowości Domechzo podając jej znaczenie Dorf des Domeslaw czyli po polsku Wieś Domasława.
Konstanty Damrot w swojej publikacji (1896) wywodzi nazwę miejscowości od zdrobnienia „domeczek” słowa „dom”. Z kolei słownik Nazwy geograficzne Śląska (1985) pod redakcją Stanisława Rosponda określa nazwę jako toponim z charakterystycznym dla słowiańskich nazw miejscowych przyrostkiem -sko (domek – domeczsko – domecko), mający znaczenie kulturowe albo dzierżawcze („własność Domka”), przy czym jako bardziej prawdopodobny podaje wariant drugi, argumentując, że wyrazy pospolite „dom”, „domek” nie są notowane w starszej toponimii.
Ze względu na polskie pochodzenie nazwy 19 maja 1936 r. w miejsce nazwy zgermanizowanej nazistowska administracja III Rzeszy wprowadziła nową, całkowicie niemiecką nazwę - Althaus. 12 listopada 1946 r. nadano miejscowości polską nazwę Domecko.

## Historia
Najstarsze znane wzmianki o miejscowości pochodzą z ok. 1300 roku – miejscowość miała wówczas płacić biskupowi wrocławskiemu dziesięcinę w wysokości kilku skojców, co wskazuje, że Domecko było małą miejscowością. Pierwotnie wieś Domeczco była założona na prawie polskim - iure polonico - wspomina o tym łaciński dokument we fragmencie Domeczco decima more polonico.
W 1443 r. właścicielem Domecka był niejaki Erenberg, a w XVI w. rodzina Buchtów. W 1723 r. w miejscowości działała kuźnia. W efekcie wojen śląskich pomiędzy Austrią i Prusami, miejscowość wraz z całym Śląskiem znalazła się w granicach Prus. Około roku 1800 wzniesiono dwór w stylu klasycystycznym (mocno przebudowany istnieje do dziś) oraz zabudowania gospodarcze (dziś w ruinie). Po 1801 roku, kiedy w Prusach wprowadzono ustawy szkolne, w Domecku powstał pierwsza szkoła rządowa. W 1861 r. uczęszczało do niej 224 uczniów.
Na początku XX w. Pucnik był przysiółkiem Domecka. Do głosowania podczas plebiscytu uprawnionych było w Domecku 700 osób, z czego 587, ok. 83,9%, stanowili mieszkańcy (w tym 574, 82,0% całości, mieszkańcy urodzeni w miejscowości). Oddano 688 głosów (ok. 98,3% uprawnionych), w tym 687 (ok. 99,9%) ważnych; za Niemcami głosowało 467 osób (ok. 67,9%), a za Polską 220 osób (ok. 32,0%). Pod koniec lat 20. XX w. właścicielem folwarku był Richard Neugebauer.
W latach 1957–1961 wybudowano w Domecku kościół Niepokalanego Serca Najświętszej Maryi Panny. W 1980 r. erygowano w miejscowości parafię (wcześniej Domecko należało do parafii w Chrząszczycach).
W latach 1954–1959 wieś należała i była siedzibą władz gromady Domecko, po jej zniesieniu w gromadzie Komprachcice. 

## Zabytki
Do wojewódzkiego rejestru zabytków wpisany jest:
- zespół dworski, z 1800 r., poł. XIX w.:

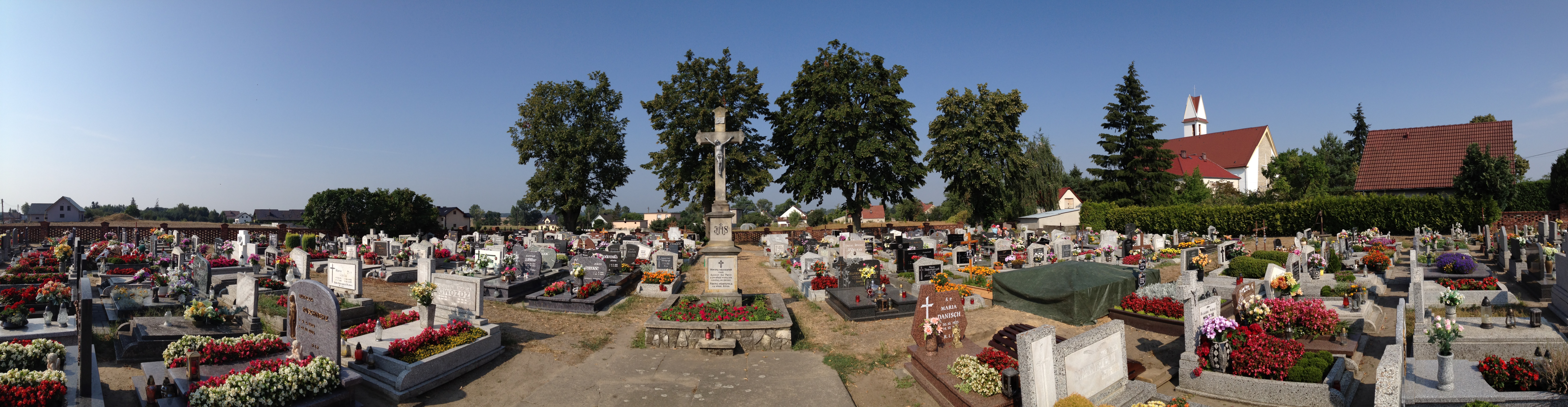
Cmentarz parafialny w Domecku, gmina Komprachcice

  - dwór,
  - park.

## Demografia
W 1865 r. w Domecku mieszkało 247 osób. Na przełomie XIX i XX w. nastąpił wzrost ludności i w 1910 r. Domecko miało 966 mieszkańców w 157 domach. Pod koniec lat 20. XX w. w miejscowości mieszkało 1132 katolików i 13 ewangelików. W 1933 r. Domecko miało 1251 mieszkańców, a w 1939 r. – 1332 (wraz z Pucnikiem). Po II wojnie światowej liczba mieszkańców wahała się w granicach 1300–1400 osób.

## Herb

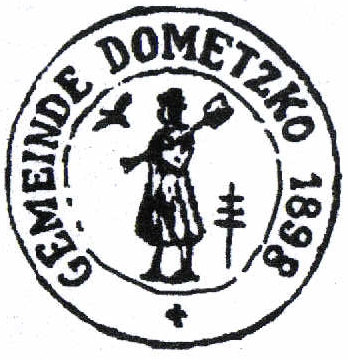
Dawna pieczęć miejscowości

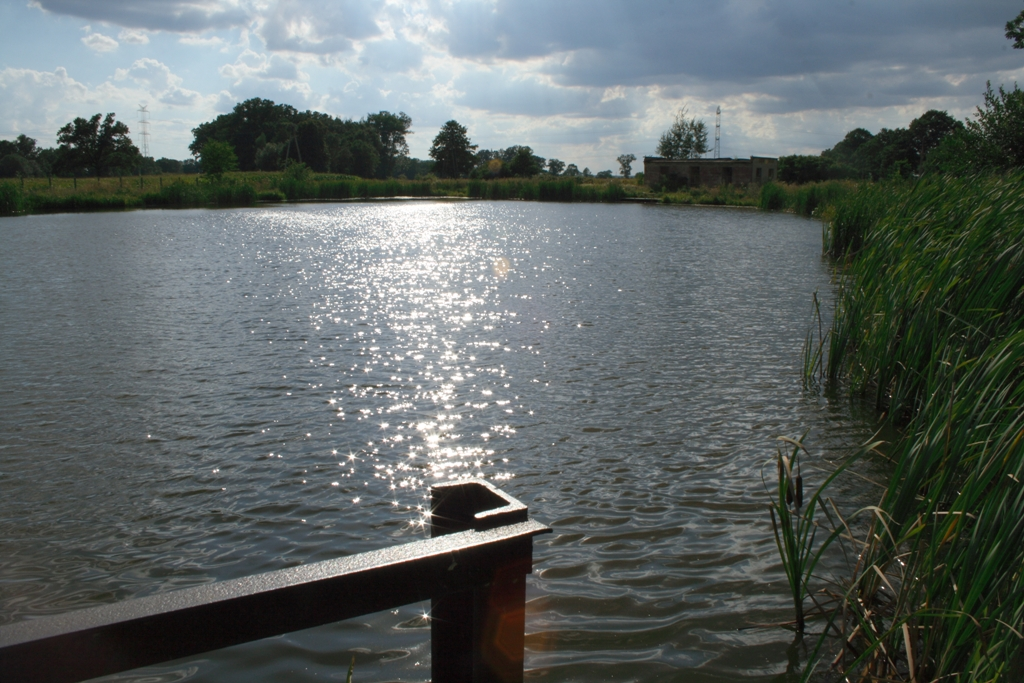
Domecki staw rybny

Domecko używa herbu gminy Komprachcice, ale na dawnych pieczęciach gminnych miejscowość miała własny herb. Przedstawiał on postać, prawdopodobnie kobietę, trzymającą prawdopodobnie łopatę. Po prawej stronie znajduje się też ptak w locie, a po lewej niezidentyfikowany przedmiot. Być może herb ten nawiązywał do folwarku, funkcjonującego kiedyś w Domecku. Symbol ten znajduje się również w rozbudowanym herbie gminy, wśród innych dawnych herbów miejscowości wchodzących w skład gminy Komprachcice.

## Sport
W Domecku działa drużyna futsalu – Warriors Domecko.